# Боксёрки
Боксёрки — вид спортивной обуви, разработанной с учётом требований и нужд боксёров для тренировок и выступлений на ринге.

## История
Впервые боксёрки появились в Англии в XIX веке. Отличия от другой спортивной обуви — тонкая подошва из нескользящих материалов, лёгкий вес, высота голенища.
Первые боксёрки (англ. boxing boots) появились в Англии по заказу участвующих в кулачных боях бойцов. Правила маркиза Куинсберри запрещали острые носки на ботинках, и в обиход вошла обувь, сшитая из цельного куска кожи. Она была относительно лёгкой и надёжной, позволяла бойцу крепко стоять на ногах. Со временем боксёрки стали делать с высоким голенищем и шнуровкой во всю длину, что позволяло максимально эффективно фиксировать голень и избегать таких травм как вывих, растяжение или переломы.
В настоящее время существуют рекомендации организаций любительского и профессионального бокса по использованию боксёрской обуви на выступлениях.

## Виды боксёрок
Условно боксёрки можно разделить на три вида в зависимости от длины голенища:
- высокие — 20-25 см,
- средние — 15-20 см,
- низкие — 10-15 см.

На любительском и профессиональном ринге допускаются все три типа боксёрок. Высокие боксёрки закрывают часть икры и фиксируют голеностоп, наиболее эффективно защищая боксёра от травм. Низкие боксёрки позволяют боксёру сохранить подвижность во время боя, но в то же время не исключают риск получения травмы настолько полно, как высокие боксёрки.

## Материалы
Также боксёрки различаются по типу материала. Классический материал — 100 % кожа — используется редко из-за дороговизны материала и сложности ухода за ней. Чаще всего применяются комбинированные материалы — нейлон, микрофибра, замша, синтетика, кожа.
Главное требование к подошве — хорошее сцепление с поверхностью, предотвращающее скольжение и износостойскость. Распространённые материалы для подошвы боксёрок — резина и каучук.

## Производители
К основным производителям боксёрок относятся: Adidas, Lonsdale, Everlast, Nike, Asics и др.